# Parti libéral (Nouvelle-Zélande)
Pour les articles homonymes, voir Parti libéral.
Le Parti libéral de Nouvelle-Zélande (en anglais : New Zealand Liberal Party) est le premier parti politique formé en Nouvelle-Zélande. Au pouvoir de 1891 à 1912, sous la direction notamment de Richard Seddon et de Joseph Ward, il préside une période clef de l'histoire du pays. Les Libéraux au pouvoir introduisent une politique sociale progressiste sans précédent, améliorant les conditions de vie et de travail, tout en mettant l'accent sur « l'harmonie des intérêts communs des ouvriers et des employeurs ». Interventionniste sur le plan social et économique, le parti à la fin du XIXe siècle se distingue de son homologue britannique ; William Pember Reeves, tête pensante de la ligne du parti, se définit comme un socialiste fabien. Concurrencé sur sa droite par le Parti de la réforme à partir de 1909, puis sur sa gauche par le Parti travailliste à partir de 1916, le Parti libéral disparaît en 1928. Une faction des Libéraux subsiste un temps sous la forme du Parti unifié, clairement ancré à droite et qui fusionne finalement avec les Réformistes pour devenir le Parti national, principal parti de centre-droit aujourd'hui. Pour autant, les Travaillistes, autant que les Nationaux, revendiquent l'héritage de Richard Seddon et du Parti libéral,,.

## Origine
Un gouvernement responsable issu d'un corps législatif élu se met en place en Nouvelle-Zélande dans les années 1850. Le suffrage universel masculin est acquis en 1879, permettant aux hommes pauvres, issus de la classe ouvrière, de participer à la vie démocratique du pays. Il n'existe pas encore de partis politiques à cette date, mais des factions progressiste et conservatrice s'organisent à la Chambre des représentants. Le désaccord entre ces factions porte notamment sur « les questions de libre-échange, de protectionnisme, et du rôle régulateur de l'État ». En 1889 John Ballance est élu chef de l'opposition officielle à la Chambre, à la tête d'une alliance relativement hétéroclite de progressistes. S'y retrouvent des représentants des intérêts des mineurs et des chercheurs d'or (Richard Seddon, James MacGowan), des défenseurs des petits fermiers face aux grands propriétaires terriens (John McKenzie), de petits entrepreneurs (Joseph Ward, William Hall-Jones), des partisans de grands travaux publics pour la relance de l'économie (John Ballance), ou encore « quelques intellectuels radicaux » (William Pember Reeves, Robert Stout) inspirés par le mouvement du socialisme fabien au Royaume-Uni,.
En 1890 ils se constituent pour la première fois en un parti politique cohérent. Les députés libéraux ayant désormais une étiquette politique, le parti peut décider d'une ligne politique que ceux-ci appliqueront, et sur laquelle ils feront campagne lors des élections. Ayant remporté les élections de novembre / décembre 1890, les Libéraux forment un gouvernement en janvier 1891, avec à sa tête le Premier ministre John Ballance. Sur les bancs de l'opposition, les conservateurs demeurent longtemps déstructurés, et les Libéraux conservent le pouvoir vingt-et-un ans, transformant durablement le pays. À partir de 1904, toutefois, des factions se détachent du parti, annonçant l'émergence du multipartisme : les représentants d'intérêts fermiers, bien qu'ils aient beaucoup bénéficié des politiques du gouvernement libéral, prennent leurs distances et expriment des idéaux conservateurs ruraux ; à l'inverse, à l'aile gauche du parti, le mouvement syndical et ouvrier commence à prendre son autonomie,.

## Politiques et héritage
Parmi les politiques phares du gouvernement libéral se trouvent :
- la régulation de la vente des terres, pour empêcher les grands monopoles fonciers, et faciliter l'accès des petits fermiers à la propriété ; un soutien financier aux petits fermiers (politiques menées par John McKenzie, ministre des Terres et de l'Agriculture) ;
- la mise en place d'un tribunal d'arbitrage des conflits sociaux, afin que les ouvriers puissent défendre leurs intérêts autrement que par le recours aux grèves ;
- la régulation des conditions de travail dans les usines ; la régulation des apprentissages pour accroître les droits des apprentis ; l'introduction de nouveaux droits pour les salariés précaires (mineurs, tondeurs de moutons, assistants de vente en magasin, employés de maison…) ; l'amélioration des salaires (politiques pilotées par le ministre du Travail William Pember Reeves et son ministre délégué Edward Tregear) ;
- le droit de vote des femmes en 1893, faisant de la Nouvelle-Zélande le premier pays au monde à reconnaître ce droit ;
- la poursuite d'une politique d'encouragement de l'immigration britannique, pour accroître la population et développer l'économie ;
- l'introduction de pensions de vieillesse ;
- l'introduction de normes sanitaires dans la production et la vente de produits alimentaires ;
- la création d'un système d'écoles de formations techniques ;
- l'introduction d'un prêt public à bas taux pour faciliter l'achat d'une maison par les travailleurs à faible revenu ;
- la création de la taxe foncière et l'impôt sur le revenu progressifs, qui remplacent des impôts jugés moins justes socialement.

## Dirigeants et sièges

### Dirigeants du Parti libéral

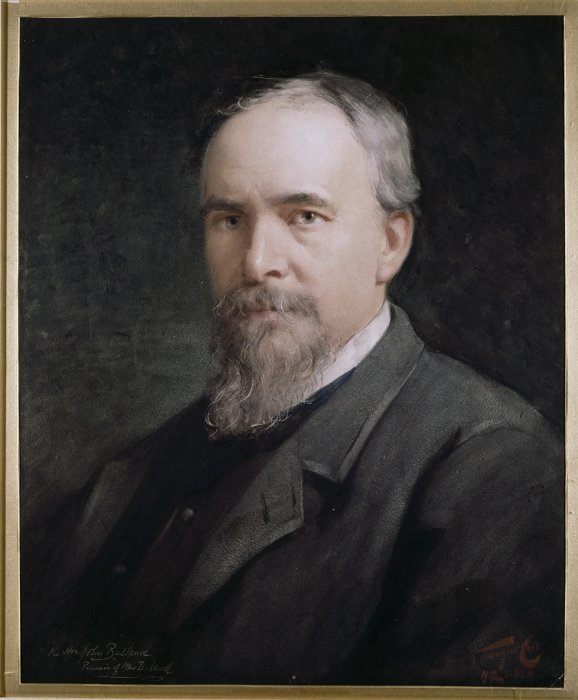
John Ballance 1890-1893 Premier ministre 1891-1893
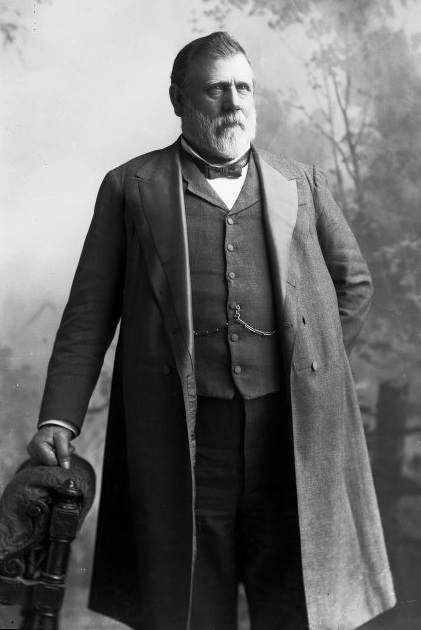
Richard Seddon 1893-1906 premier ministre 1893-1906
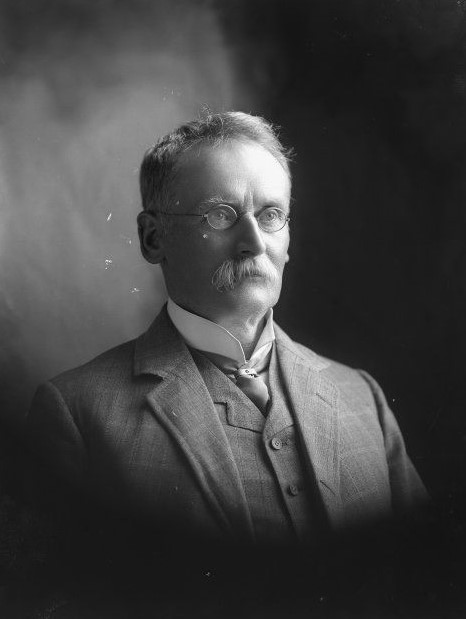
William Hall-Jones 1906 premier ministre 1906
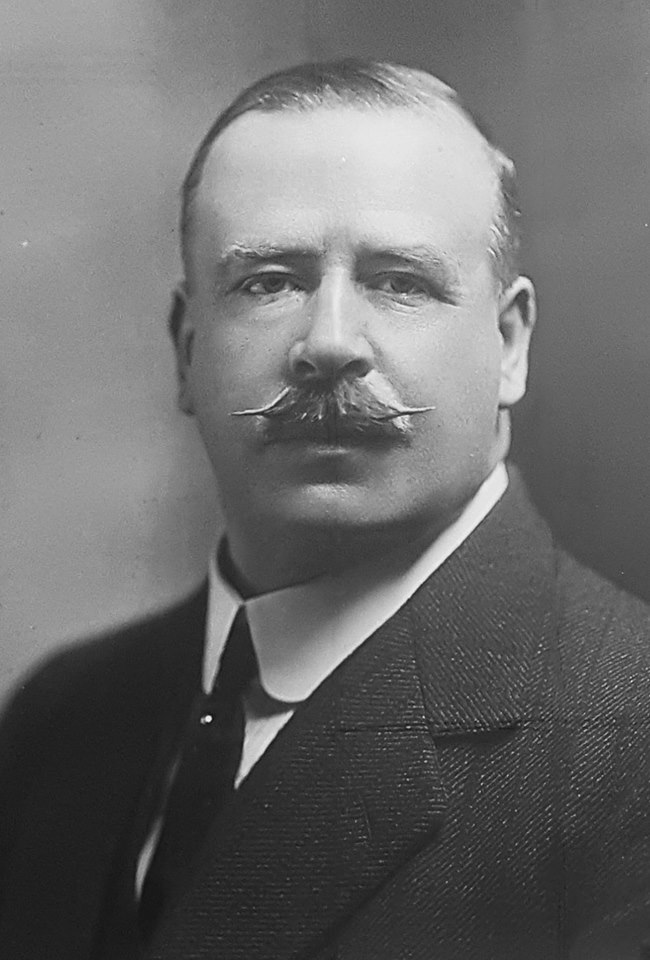
Joseph Ward 1906-1912 premier ministre 1906-1912
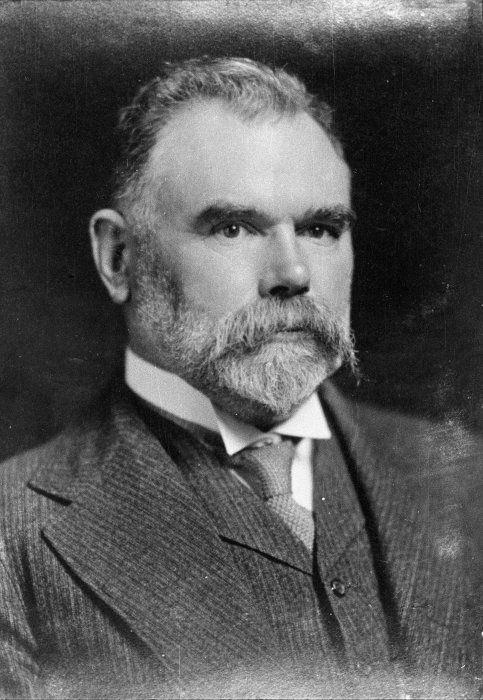
Thomas Mackenzie 1912-1913 premier ministre 1912
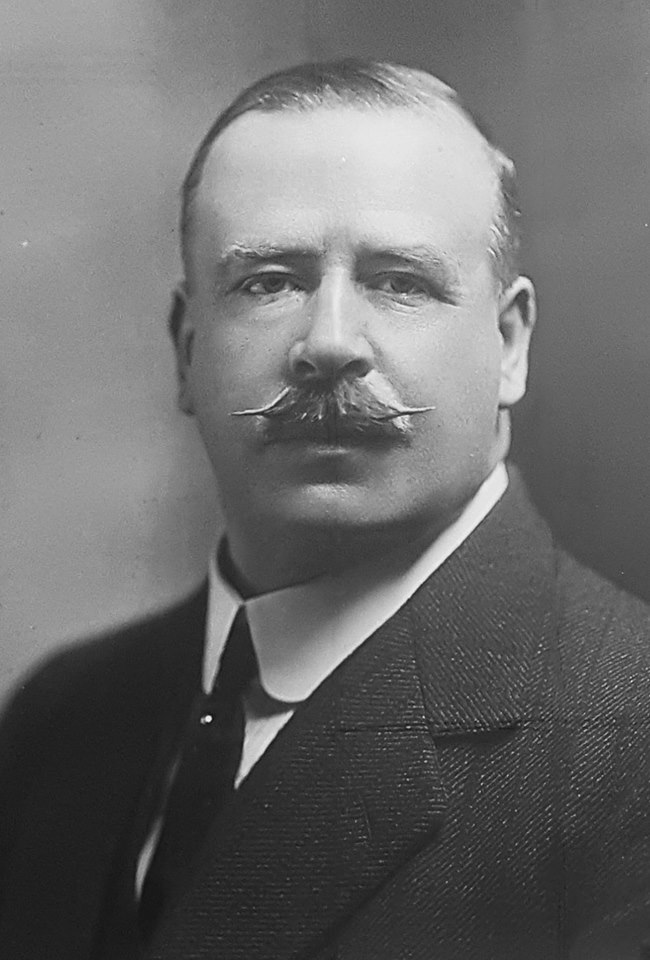
Joseph Ward 1913-1919
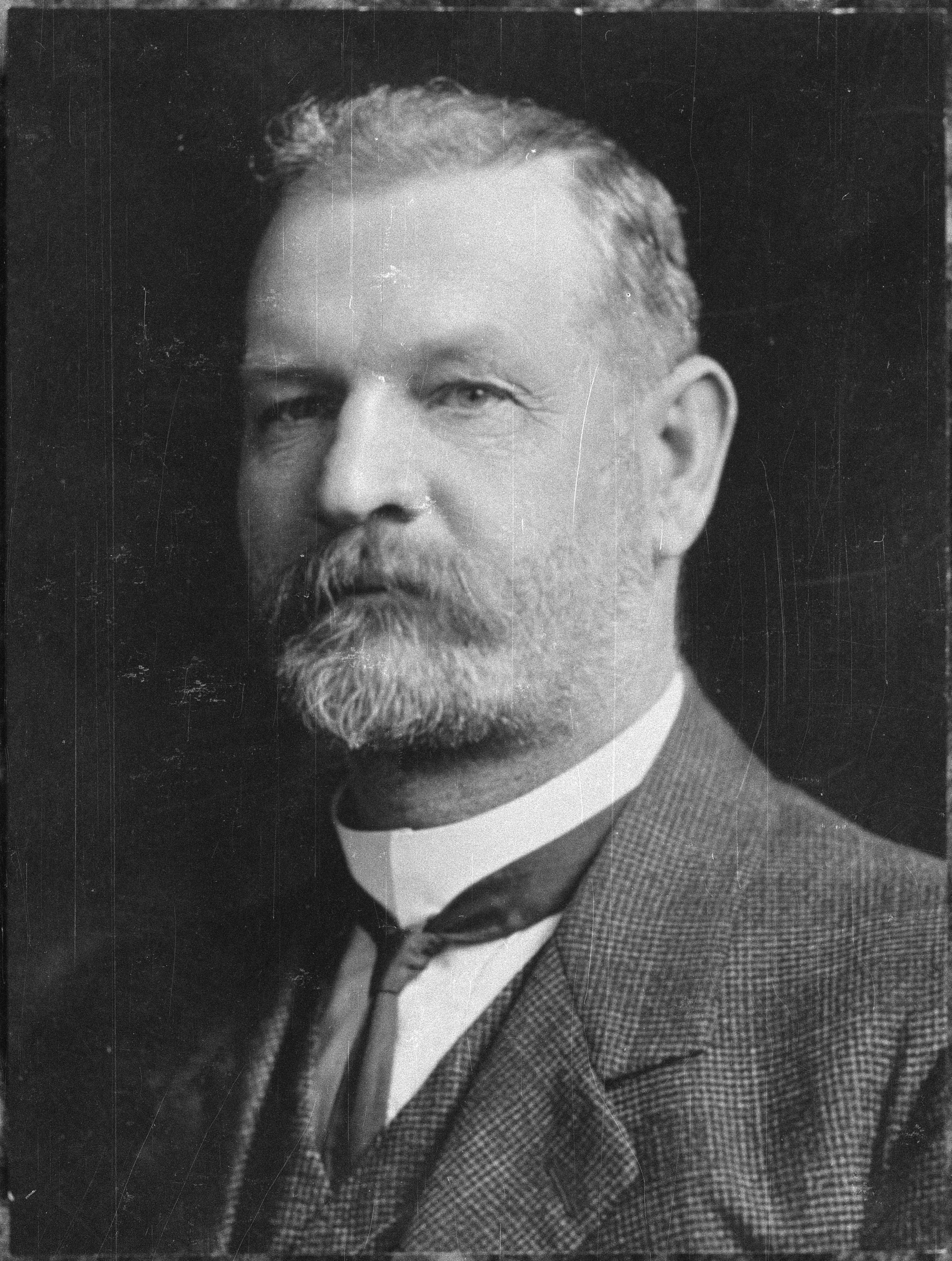
William MacDonald 1919-1920
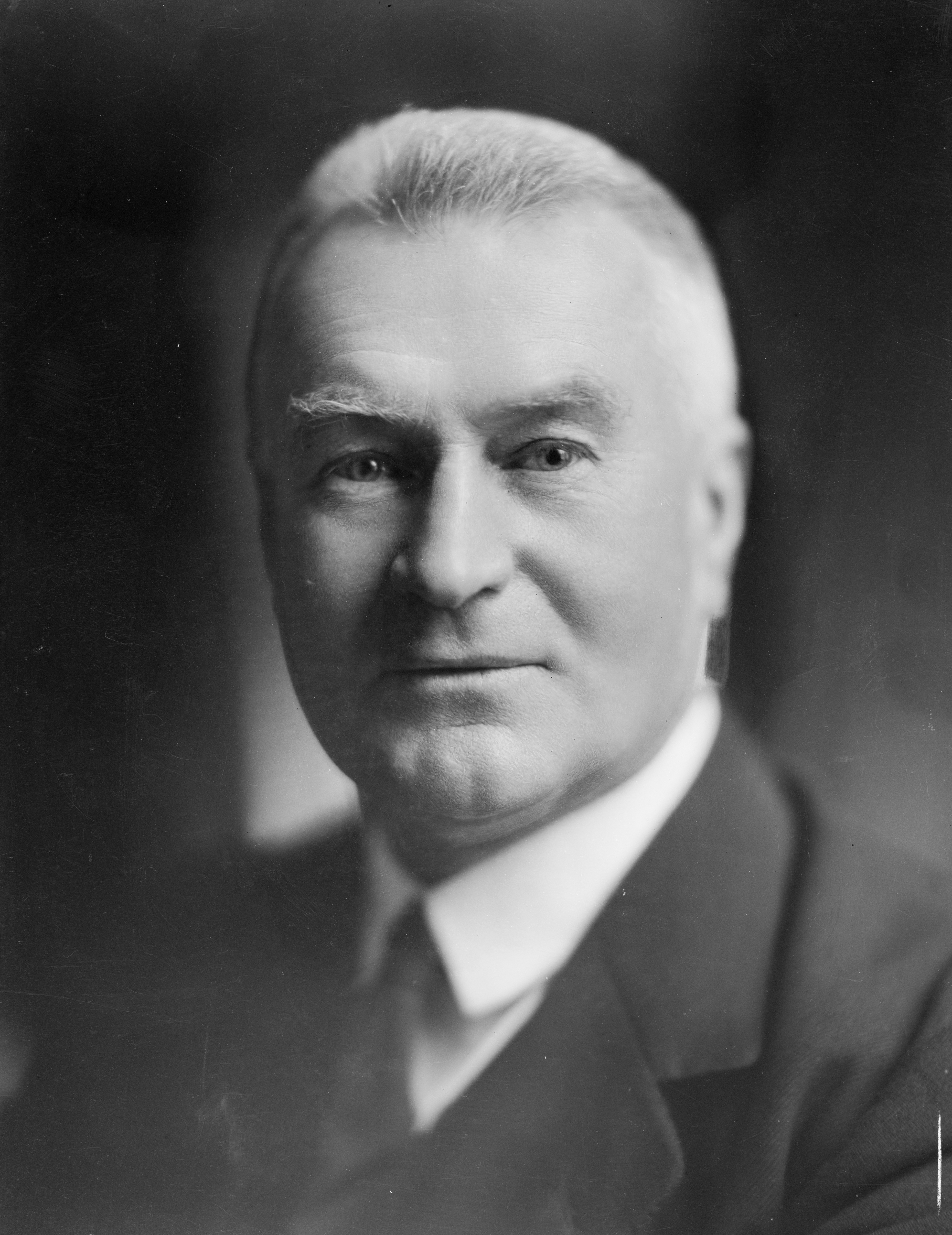
Thomas Wilford 1920-1925
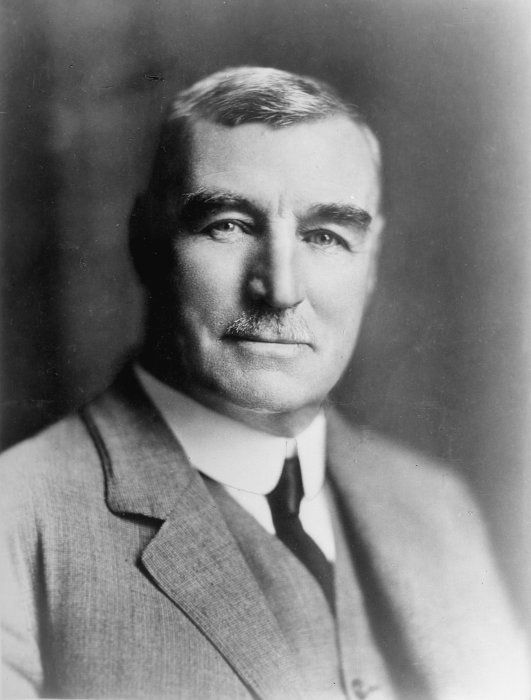
George Forbes 1925-1928

### Résultats par élection
| Année | %    | Sièges  | Gouvernement                             |
| ----- | ---- | ------- | ---------------------------------------- |
| 1890  | 56,2 | 38 / 74 | Gouvernement                             |
| 1893  | 57,8 | 51 / 74 | Gouvernement                             |
| 1896  | 46,0 | 39 / 74 | Gouvernement                             |
| 1899  | 52,7 | 49 / 74 | Gouvernement                             |
| 1902  | 51,8 | 47 / 80 | Gouvernement                             |
| 1905  | 53,1 | 58 / 80 | Gouvernement                             |
| 1908  | 58,7 | 50 / 80 | Gouvernement                             |
| 1911  | 40,7 | 33 / 80 | Gouvernement minoritaire puis Opposition |
| 1914  | 43,1 | 33 / 80 | Opposition                               |
| 1919  | 28,2 | 21 / 80 | Opposition                               |
| 1922  | 26,3 | 22 / 80 | Opposition                               |
| 1925  | 20,4 | 11 / 80 | Opposition                               |